# Pietro Crisologo
Pietro Crisologo (Forum Cornelii, fine IV secolo – Forum Cornelii, 2 dicembre 450) è stato vescovo di Ravenna; è venerato come santo dalla Chiesa cattolica che nel 1729 (regnante papa Benedetto XIII), l'ha proclamato dottore della Chiesa. È festeggiato il 30 luglio e il 4 dicembre.

## Biografia
Fu battezzato ed educato da Cornelio, vescovo di Forum Cornelii († 446), che poi lo avviò a studi letterari e giuridici a Ravenna e a Bologna. Ordinato diacono sempre da Cornelio, lo affiancò durante il suo episcopato.
Papa Sisto III lo nominò vescovo di Ravenna nel 433, quando la città era capitale dell'Impero romano d'Occidente. Da tre anni Ravenna era diventata sede metropolitana (430). Aveva giurisdizione su tutte le diocesi della Flaminia e dell'Emilia (cioè da Forlì a Piacenza).
La sua pietà e il suo zelo gli fecero guadagnare l'ammirazione dei fedeli e, grazie alla sua arte oratoria e alla sua eloquenza pastorale, fu soprannominato Crisologo (dal greco, "dalle parole d'oro"). Godette della fiducia di papa Leone I e della protezione dell'imperatrice Galla Placidia. Durante il suo vescovado fu edificata la prima chiesa cristiana a Ravenna (la diocesi aveva avuto sede a Classe fino al 378).
Il teologo monofisita Eutiche tentò, invano, di avere il suo appoggio dopo essere stato condannato dal Sinodo di Costantinopoli del 448.
Morì a Ravenna il 2 dicembre 450. È sepolto nel Duomo di Imola. Il suo sarcofago si trova nella navata di sinistra della cripta.

## Opere
Felice, vescovo di Ravenna dal 709 al 724, compilò una raccolta delle sue omelie, per un totale di centosettantasei; alcune di esse sono delle interpolazioni. Altre omelie scritte da Pietro sono invece incluse in altre raccolte sotto nomi diversi. In gran parte esse sono commenti brevi e concisi dei testi biblici. Pietro Crisologo spiegò in maniera molto efficace il mistero dell'Incarnazione, le eresie di Ario e di Eutiche, il Credo apostolico. Ha inoltre dedicato una serie di omelie alla Vergine Maria e a san Giovanni Battista.
Dopo l'invenzione della stampa a caratteri mobili, le sue opere furono pubblicate dapprima da Agapito Vicentino (Bologna, 1534) e, successivamente da Domenico Mita (Bologna, 1634) e Sebastiano Paoli (Venezia, 1775). Quest'ultima opera fu ristampata nella Patrologia latina, tomo LII. In seguito Francesco Liverani pubblicò 9 nuove omelie e varie altre prediche da manoscritti trovati nelle biblioteche italiane.

Molte omelie furono tradotte in tedesco da Marcellus Held (Kempten, 1874).

## Successione apostolica
La successione apostolica è:
- Vescovo Marcellino (431)